# Territorio de Aguascalientes
Aguascalientes fue un territorio federal de México existente entre 1835 y 1857.

## Historia
En el año de 1834 el presidente Antonio López de Santa Anna venía tomando medidas en contra del federalismo en pro de un sistema más centralizado, que los políticos de Zacatecas veían con malos ojos, pues estos eran partidarios y defensores de este sistema desde su implementación en 1824. Tras la orden de desintegración de los cuerpos de milicias federales a principios de 1835, en Zacatecas los políticos se tomaron esta medida como fin del federalismo y se levantaron en armas: desobedecieron al gobierno y se prepararon para enfrentar el ejército nacional encabezado por el propio Santa Anna, a quien el Congreso le había dado facultades extraordinarias para apaciguar la rebelión zacatecana, cuyo mando estaba en poder del general Juan Pablo Anaya.
Los habitantes de Aguascalientes aprovechando la situación, prepararon un proyecto con el cual buscaban la emancipación de Zacatecas de este partido; cuando Santa Anna arribó a la ciudad de Aguascalientes el 22 de marzo, los habitantes le manifestaron su deseo de separación, hecho que fue jurado por el presidente y luego cumplido el 23 de mayo de 1835, y que también sirvió de castigo a Zacatecas por haberse rebelado contra el gobierno.
El 3 de octubre de 1857 se convirtió en el estado de Aguascalientes.